# Cylindrepomus flavipennis
Cylindrepomus flavipennis là một loài bọ cánh cứng trong họ Cerambycidae.